# Volo SA de Transport Aérien 730
Il volo SA de Transport Aérien 730 era un Sud Aviation SE-210 Caravelle 10R, registrato come HB-ICK, che si schiantò in fase di avvicinamento all'aeroporto di Funchal, Madera, il 18 dicembre 1977.
L'equipaggio di condotta era composto da due comandanti. Il pilota al comando non era mai atterrato a Funchal, e stava venendo addestrato dall'altro comandante, più esperto, che fungeva da copilota. L'addestramento doveva svolgersi durante il giorno, ma a causa di un ritardo l'aereo raggiunse la sua destinazione solo dopo il tramonto.
Il Caravelle partì da Zurigo, compiendo il suo primo scalo all'aeroporto internazionale Cointrin di Ginevra alle 14:30 UTC. Mentre era a Ginevra, la partenza dell'aereo per Funchal subì un ritardo a causa di un guasto alla pompa idraulica, decollando così alle 16:26.
Alle 19:38 l'equipaggio prese contatto con la torre di controllo di Madeira quando si trovò al punto di segnalazione ROSE a 33.000 piedi (10.000 m) ricevendo autorizzato di scendere a 5.000 piedi (1.500 m). Alle 19:55, l'equipaggio riferì di aver sorvolato l'isola di Porto Santo a 2.600 m (8.500 piedi) e venne incaricato di continuare la discesa a 5000 piedi e di contattare il controllo per l'avvicinamento di Funchal.
Alle 19:57, Funchal autorizzò i piloti a scendere a 3.500 piedi (1.100 m) e li informò che il QNH era di 1014,0 hpa. Dopo essere stato autorizzato all'avvicinamento, l'equipaggio scese al di sotto dei 220 m (720 piedi) consentiti durante la circuitazione, anche se aveva perso di vista la pista. L'aereo aveva il carrello d'atterraggio abbassato e i flap estesi a 20 gradi quando si schiantò in acqua.
Trentacinque passeggeri e una hostess persero la vita, molti rimasti intrappolati all'interno della fusoliera che affondava. I restanti passeggeri e l'equipaggio, inclusi entrambi i piloti, vennero salvati dai pescatori locali e dalle squadre di soccorso, o nuotarono fino alla riva vicina.
La causa dell'incidente venne attribuita ad un errore del pilota, dovuto alla mancanza di coordinamento tra i piloti, e all'illusione sensoriale. Fu il secondo incidente aereo mortale in un mese avvenuto a Funchal. Il 19 novembre anche il volo TAP Air Portugal 425 si era schiantato in quell'aeroporto, uccidendo 131 persone.

## Scoperta del relitto
Nell'ottobre 2011 il relitto del Caravelle è stato trovato da una squadra di subacquei portoghesi a una profondità di 110 m (360 piedi). Secondo quanto riferito, l'aereo si era rotto in due sezioni.